# Envision Group
Envision Group, также известна как Envision Energy (远景能源) — китайская компания, которая разрабатывает и производит ветрогенераторы, электрические аккумуляторы, «зелёный водород» и программное обеспечение для энергетики, обслуживает и эксплуатирует ветряные электростанции. Основана в 2007 году, штаб-квартира расположена в Шанхае.
Envision входит в «большую пятёрку» мировых производителей ветряных турбин, наряду с Vestas, Siemens Gamesa, GE Wind Energy и Goldwind.

## История
Компания Envision была основана бизнесменом Лэй Чжаном в 2007 году уезде Цзянъинь округа Уси (провинция Цзянсу). В 2015 году Envision открыла офис в Лондоне, а также приобрела доли в ветряных электростанциях в Швеции и Мексике. В 2016 году Envision открыла офис в Гамбурге (Германия) и инновационный центр в Боулдере (США), который специализируется на разработке лопастей, а также инвестировала в ветряную электростанцию в Черногории.
В 2018 году Envision Group приобрела у японских корпораций Nissan и NEC контрольный пакет акций производителя аккумуляторов для электромобилей Automotive Energy Supply Corporation, переименовав компанию в Envision AESC. На момент покупки AESC имела заводы в Дзаме, Ацуги и Йокосуке (Япония), Сандерленде (Англия) и Смерне (США). 
В 2020 году Envision Energy заняла 4-е место среди крупнейших поставщиков ветряных турбин в мире. В 2021 году Envision AESC ввела в эксплуатацию первую фазу завода по производству аккумуляторных батарей в Уси (КНР) и аккумуляторный завод в префектуре Ибараки (Япония), а также начала строительство завода в Дуэ (Франция). В феврале 2022 года Envision AESC начала строительство аккумуляторного завода в Шияне, в апреле 2022 года ввела в эксплуатацию первую фазу завода по производству аккумуляторных батарей в Ордосе и начала строительство завода в штате Кентукки (США). 
В июне 2022 года Envision подписала соглашение об инвестировании в строительство четырёх больших проектов в Испании — завода по производству аккумуляторных батарей для электромобилей в Навальмораль-де-ла-Мата, завода по производству «зелёного водорода» в Алькасар-де-Сан-Хуане, ветряной электростанции и завода по сборке ветрогенераторов в Лас-Навас-дель-Маркес (соинвесторами проектов выступили Европейский Союз и испанская компания Acciona Energía).

## Деятельность

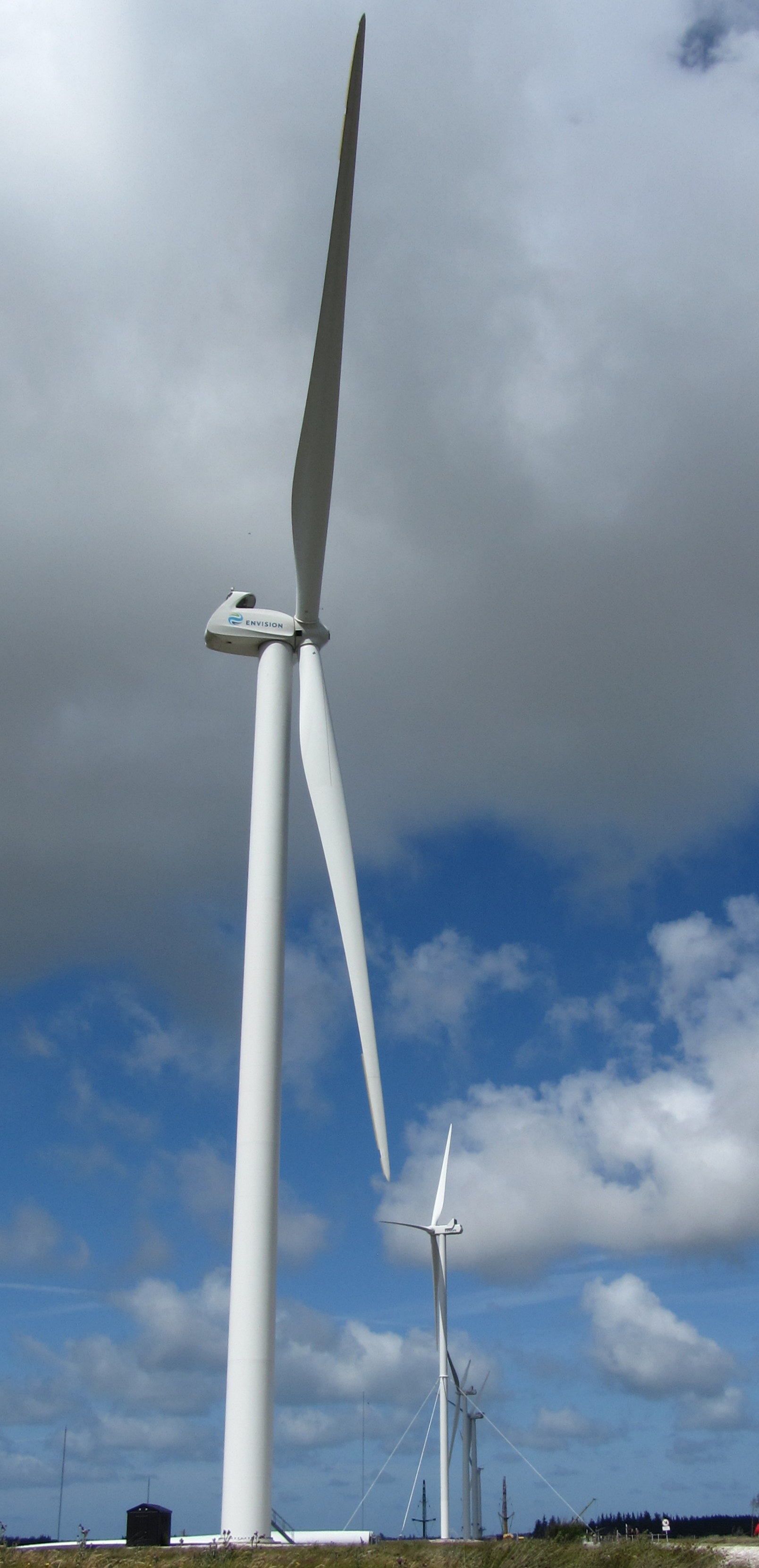
Ветрогенераторы Envision в Дании

Envision Energy производит наземные и морские ветрогенераторы, системы накопления энергии, а также программное обеспечение для управления ветряными и солнечными электростанциями; строит и эксплуатирует «умные» ветряные электростанции, комплексы по производству «зелёного» водорода и «умные» промышленные парки по всему миру. Основные рынки сбыта — Китай, США, Мексика, Германия, Дания, Швеция, Великобритания, Испания, Франция, Черногория, ОАЭ, Чили и Новая Зеландия.
Заводы Envision Energy расположены в Цзянъинь (Цзянсу), Чэндэ (Хэбэй) и Испании, а научно-исследовательские центры и инновационные лаборатории — в Шанхае, Уси и Нанкине (КНР), Силькеборге (Дания), Боулдере, Хьюстоне и Редвуд-Сити (США).
Envision AESC имеет заводы в Китае (Уси, Шиянь и Ордос), Японии (Канагава и Ибараки), Великобритании (Сандерленд), Франции (Дуэ), Испании (Навальмораль-де-ла-Мата) и США (Теннесси и Кентукки), исследовательский центр в Осаке (Япония); компания поставляет аккумуляторные батареи для автомобильных корпораций Renault, Nissan, Mercedes-Benz и Honda.
Envision Ventures инвестирует по всему миру в высокотехнологические компании, которые занимаются биотехнологиями, водородными технологиями, полупроводниками, зарядкой электромобилей и логистикой. В 2021 году Envision Ventures и Hongshan Capital совместно учредили первый фонд углеродно-нейтральных технологий с общим объемом 10 миллиардов юаней.

## Спорт
Envision Energy владеет британской гоночной командой Envision Racing, которая выступает в классе Формула E. Команда была основана в 2013 году как Virgin Racing, в 2018 году была переименована в Envision Virgin Racing, а в 2021 году — в Envision Racing.